# 834 Burnhamia
834 Burnhamia је астероид главног астероидног појаса са пречником од приближно 66,65 .
Афел астероида је на удаљености од 3,839 астрономских јединица (АЈ) од Сунца, а перихел на 2,506 АЈ. 
Ексцентрицитет орбите износи 0,210, инклинација (нагиб) орбите у односу на раван еклиптике 3,956 степени, а орбитални период износи 2064,496 дана (5,652 година). 
Апсолутна магнитуда астероида је 9,39 а геометријски албедо 0,069.
Астероид је откривен 20. септембра 1916. године.